# یوتا تابوسه
یوتا تابوسه (انگلیسی: Yuta Tabuse؛ زادهٔ ۵ اکتبر ۱۹۸۰) بازیکن بسکتبال اهل ژاپن است.
از باشگاه‌هایی که در آن بازی کرده‌است می‌توان به فینیکس سانز و باشگاه بسکتبال آلوارک توکیو اشاره کرد.
وی در مسابقات کشوری و بین‌المللی در مجموع برندهٔ ۲ مدال برنز شده‌است.